# Acanoides
Acanoides Sun, Marusik & Tu, 2014 è un genere di ragni appartenente alla famiglia Linyphiidae, endemico della Cina.

## Distribuzione
Le due specie oggi note di questo genere sono endemiche della Cina.

## Tassonomia
Attualmente, a dicembre 2014, si compone di due specie:
- Acanoides beijingensis Sun, Marusik & Tu, 2014[3] — Cina
- Acanoides hengshanensis (Chen & Yin, 2000) — Cina